# 沈紀
參數所指定的目標頁面不存在，建議更正成存在頁面或直接建立下列一個頁面（建立前請先搜尋是否有合適的存在頁面可以取代）：
- 沈世紀

沈紀（1418年—？），字文振，北直順天府宛平縣人，匠籍。明朝政治人物。進士出身。

## 生平
順天鄉試第四十名。正統十年（1445年）乙丑科會試第六十九名，殿試登進士第三甲第八十八名。

## 家族
曾祖父沈德興。祖父沈時中。父亲沈崇喜。